# Анна Жаганьская (XVI век)
Анна Жаганьская (пол.  Anna żagańska, чеш. Anna Zaháňská; ок. 1480 — 27 октября или 28 октября 1541) — польская принцесса из Глогувско-Жаганьской линии династии Силезских Пястов, жена князя Зембицкого и Олесницкого Карла I Мюнстербергского (4 мая 1476 — 31 мая 1536).

## Биография
Анна была четвертой дочерью князя Глогувского и Жаганьского Яна II Безумного и его жены Катарины Опавской. 
7 января 1488 года Анна вышла замуж за Карла Мюнстербергского, младшего сына князя Зембицкого и Олесницкого Йиндржиха I из Подебрад. В тот же день ее сестра Ядвига вышла замуж за брата Карла  Георга I Мюнстербергского, а годом ранее их старшая сестра Саломея стала женой старшего из братьев Мюнстербергских Альбрехта. Супруги имели в браке двенадцать детей:
- Генрих (30 апреля 1497 — 25 juillet 1497)
- Анна (6 сентября 1499 — 24 октября 1504)
- Катарина (21 сентября 1500 — 15 июня 1507)
- Маргарита (27 декабря 1501 — 26 июня 1551), муж с 1519/1520 года Ян Зайиц из Хазмбурка
- Иоахим (18 января 1503 — 18 декабря 1562), князь Зембицкий и Олесницкий (1536—1542), епископ Брандебургский (1545—1560)
- Кунигунда (25 сентября 1504 — 25 июля 1532), муж с 1521/1522 года барон Криштоф Воскович и Трюбов (ум. 1550)
- Урсула (3 декабря 1505 — 21 января 1539), муж с 1523 года Иероним из Биберштейна на Кости (ум. 1549)
- Генрих II (23 марта 1507 — 2 августа 1548), князь Зембицкий и Олесницкий (1536—1542), князь Берутовский (1542—1548)
- Ядвига (12 июня 1508 — 28 ноября 1531), муж с 1525 года маркграф Георг Бранденбург-Ансбахский (1484—1543)
- Иоганн (4 ноября 1509 — 28 февраля 1565), князь Зембицкий (1536—1542, 1559—1565) и Олесницкий (1536—1565)
- Барбара (4 февраля 1511 — 6 апреля 1539), аббатиса в Стшелине и Олеснице
- Георг II (30 апреля 1512 — 13 марта 1553), князь Зембицкий (1536—1542) и Олесницкий (1536—1553)